# Great Ocean Road Open
Il Great Ocean Road Open è stato un torneo professionistico di tennis giocato sui campi in cemento del Melbourne Park a Melbourne in Australia. Faceva parte della categoria ATP Tour 250.
La 1ª ed unica edizione del torneo si è svolta dal 1º al 7 febbraio 2021 in sostituzione del torneo maschile dell'Adelaide International per motivi legati alla pandemia di COVID-19.

## Albo d'oro

### Singolare
| Anno | Campione      | Finalista         | Punteggio   |
| ---- | ------------- | ----------------- | ----------- |
| 2021 | Jannik Sinner | Stefano Travaglia | 7–6(4), 6–4 |

### Doppio
| Anno | Campioni                  | Finalisti                         | Punteggio   |
| ---- | ------------------------- | --------------------------------- | ----------- |
| 2021 | Jamie Murray Bruno Soares | Juan Sebastián Cabal Robert Farah | 6–3, 7–6(7) |